# Division 1 1968-1969
La Division 1 1968-1969 è stata la 31ª edizione della massima serie del campionato francese di calcio, disputato tra il 1º settembre 1968 e il 14 giugno 1969 e concluso con la vittoria dell'Saint-Étienne, al suo quinto titolo.
Capocannoniere del torneo è stato André Guy (Olympique Lione) con 25 reti.

## Stagione

### Novità
Venne abolito il mini-torneo fra le squadre classificate a ridosso della zona retrocessione e promozione della seconda divisione, in favore di uno spareggio andata/ritorno tra la penultima di massima serie e la seconda classificata di Division 2. L'ultima classificata del torneo, ritornato a 18 partecipanti, avrebbe invece ottenuto la retrocessione diretta.

### Stagione
Dal gruppo formatosi inizialmente in testa alla classifica si staccò per primo l'Ajaccio, a punteggio pieno per le prime tre giornate, e successivamente dal Saint-Étienne, in testa dal quinto turno. Ad accreditarsi come principale rivale dei campioni in carica fu il Bordeaux, in grado di arrivare a -1 alla decima giornata; la vittoria nello scontro diretto al sedicesimo turno lanciò definitivamente i Verts, primi al giro di boa con due punti di distacco sui girondini.
A partire dalla ventiquattresima giornata il Saint-Étienne allungò con decisione sui rivali, sino a quel momento rimasti a stretto contatto: grazie a un vantaggio di cinque punti, i Verts poterono riconfermarsi campioni di Francia con due gare di anticipo. Nella giornata successiva il Nizza si arrese nella lotta per non retrocedere; all'ultimo turno seguì il Monaco che, a causa della peggior differenza reti nei confronti delle concorrenti, fu obbligato a disputare lo spareggio con l'Angoulême. La vittoria dei monegaschi nella gara di andata venne vanificata dalle sconfitte incassate al ritorno e nella ripetizione, decretando la caduta della squadra in seconda divisione.

## Classifica finale
|  | Pos. | Squadra             | Pt | G  | V  | N  | P  | GF | GS | DR  |
|  | ---- | ------------------- | -- | -- | -- | -- | -- | -- | -- | --- |
|  | 1.   | Saint-Étienne       | 53 | 34 | 24 | 5  | 5  | 70 | 26 | +44 |
|  | 2.   | Bordeaux            | 51 | 34 | 22 | 7  | 5  | 77 | 34 | +43 |
|  | 3.   | Metz                | 42 | 34 | 16 | 10 | 8  | 41 | 27 | +14 |
|  | 4.   | Rouen               | 40 | 34 | 16 | 8  | 10 | 44 | 43 | +1  |
|  | 5.   | Sedan               | 39 | 34 | 15 | 9  | 10 | 49 | 35 | +14 |
|  | 6.   | Bastia              | 34 | 34 | 13 | 8  | 13 | 50 | 66 | -16 |
|  | 7.   | Olympique Marsiglia | 33 | 34 | 12 | 9  | 13 | 51 | 48 | +3  |
|  | 8.   | Valenciennes        | 33 | 34 | 10 | 13 | 11 | 38 | 37 | +1  |
|  | 9.   | Olympique Lione     | 32 | 34 | 13 | 6  | 15 | 53 | 51 | +2  |
|  | 10.  | Nantes              | 32 | 34 | 13 | 6  | 15 | 44 | 45 | -1  |
|  | 11.  | Rennes              | 31 | 34 | 12 | 7  | 15 | 50 | 57 | -7  |
|  | 12.  | Sochaux             | 29 | 34 | 11 | 7  | 16 | 49 | 55 | -6  |
|  | 13.  | Strasburgo          | 29 | 34 | 10 | 9  | 15 | 34 | 41 | -7  |
|  | 14.  | Nîmes               | 29 | 34 | 8  | 13 | 13 | 32 | 39 | -7  |
|  | 15.  | Red Star            | 29 | 34 | 8  | 13 | 13 | 35 | 48 | -13 |
|  | 16.  | Ajaccio             | 28 | 34 | 10 | 8  | 16 | 36 | 53 | -17 |
|  | 17.  | Monaco              | 27 | 34 | 7  | 13 | 14 | 33 | 50 | -17 |
|  | 18.  | Nizza               | 21 | 34 | 6  | 9  | 19 | 30 | 61 | -31 |

Legenda:
      Campione di Francia e ammessa alla Coppa dei Campioni 1969-1970
      Ammesse alla Coppa delle Coppe 1969-1970
      Ammesse alla Coppa delle Fiere 1969-1970
  Partecipa allo spareggio promozione-retrocessione.
      Retrocesse in Division 2 1969-1970
Note:
Due punti a vittoria, uno a pareggio, zero a sconfitta.
In caso di arrivo di due o più squadre a pari punti, la graduatoria verrà stilata secondo la classifica avulsa tra le squadre interessate che prevede, in ordine, i seguenti criteri:
- Differenza reti generale.

### Squadra campione
| Formazione tipo                                                                                           | Giocatori (presenze)   |
| --- | ---------------------- |
| Carnus Durković Herbin Polny Bosquier Mitoraj Jacquet Bereta Keïta Fefeu Revelli                          | Georges Carnus (32)    |
| Carnus Durković Herbin Polny Bosquier Mitoraj Jacquet Bereta Keïta Fefeu Revelli                          | Georges Polny (29)     |
| Carnus Durković Herbin Polny Bosquier Mitoraj Jacquet Bereta Keïta Fefeu Revelli                          | Vladimir Durković (29) |
| Carnus Durković Herbin Polny Bosquier Mitoraj Jacquet Bereta Keïta Fefeu Revelli                          | Robert Herbin (26)     |
| Carnus Durković Herbin Polny Bosquier Mitoraj Jacquet Bereta Keïta Fefeu Revelli                          | Bernard Bosquier (33)  |
| Carnus Durković Herbin Polny Bosquier Mitoraj Jacquet Bereta Keïta Fefeu Revelli                          | Aimé Jacquet (31)      |
| Carnus Durković Herbin Polny Bosquier Mitoraj Jacquet Bereta Keïta Fefeu Revelli                          | Roland Mitoraj (34)    |
| Carnus Durković Herbin Polny Bosquier Mitoraj Jacquet Bereta Keïta Fefeu Revelli                          | Georges Bereta (33)    |
| Carnus Durković Herbin Polny Bosquier Mitoraj Jacquet Bereta Keïta Fefeu Revelli                          | Salif Keïta (33)       |
| Carnus Durković Herbin Polny Bosquier Mitoraj Jacquet Bereta Keïta Fefeu Revelli                          | Hervé Revelli (31)     |
| Carnus Durković Herbin Polny Bosquier Mitoraj Jacquet Bereta Keïta Fefeu Revelli                          | André Fefeu (22)       |
| Altri giocatori: Francis Camerini (23), Jean-Michel Larqué (19), Frédéric N'Doumbé (9), Gérard Migeon (2) |                        |

## Spareggi

### Play-out
|           | Risultati |           | Luogo e data              |
| --------- | --------- | --------- | ------------------------- |
| Angoulême | 1-2       | Monaco    | Angoulême, 22 giugno 1969 |
| Monaco    | 0-1       | Angoulême | Monaco, 27 giugno 1969    |
| Angoulême | 2-0       | Monaco    | Angoulême, 2 luglio 1969  |
|           |           |           |                           |

## Statistiche

### Capoliste solitarie
|    | —— | ——      | —— | ——            | ——            | ——            | ——            | ——            | ——            | ——            | ——            | ——            | ——            | ——            | ——            | ——            | ——            | ——            | ——            | ——            | ——            | ——            | ——            | ——            | ——            | ——            | ——            | ——            | ——            | ——            | ——            | ——            | ——            | —— |  |
|    |    | Ajaccio |    | Saint-Étienne | Saint-Étienne | Saint-Étienne | Saint-Étienne | Saint-Étienne | Saint-Étienne | Saint-Étienne | Saint-Étienne | Saint-Étienne | Saint-Étienne | Saint-Étienne | Saint-Étienne | Saint-Étienne | Saint-Étienne | Saint-Étienne | Saint-Étienne | Saint-Étienne | Saint-Étienne | Saint-Étienne | Saint-Étienne | Saint-Étienne | Saint-Étienne | Saint-Étienne | Saint-Étienne | Saint-Étienne | Saint-Étienne | Saint-Étienne | Saint-Étienne | Saint-Étienne | Saint-Étienne |    |  |
|    |    |         |    |               |               |               |               |               |               |               |               |               |               |               |               |               |               |               |               |               |               |               |               |               |               |               |               |               |               |               |               |               |               |    |  |
|    |    |         |    |               |               |               |               |               |               |               |               |               |               |               |               |               |               |               |               |               |               |               |               |               |               |               |               |               |               |               |               |               |               |    |  |
| 1ª | 2ª | 3ª      | 4ª | 5ª            | 6ª            | 7ª            | 8ª            | 9ª            | 10ª           | 11ª           | 12ª           | 13ª           | 14ª           | 15ª           | 16ª           | 17ª           | 18ª           | 19ª           | 20ª           | 21ª           | 22ª           | 23ª           | 24ª           | 25ª           | 26ª           | 27ª           | 28ª           | 29ª           | 30ª           | 31ª           | 32ª           | 33ª           | 34ª           |    |  |

#### Primati stagionali
Squadre
- Maggior numero di vittorie: Saint-Étienne (24)
- Miglior difesa: Saint-Étienne, Bordeaux (5)
- Migliore attacco: Bordeaux (77)
- Miglior difesa: Saint-Étienne (26)
- Miglior differenza reti: Saint-Étienne (+44)
- Maggior numero di pareggi: Valenciennes, Nîmes, Red Star, Monaco (13)
- Minor numero di pareggi: Saint-Étienne (5)
- Maggior numero di sconfitte: Nizza (19)
- Minor numero di vittorie: Nizza (6)
- Peggior attacco: Nizza (30)
- Peggior difesa: Bastia (66)
- Peggior differenza reti: Nizza (-31)

### Individuali

#### Classifica marcatori
| Gol | Rigori |  | Giocatore            | Squadra             |
| --- | ------ |  | -------------------- | ------------------- |
| 25  | 3      |  | André Guy            | Olympique Lione     |
| 22  |        |  | Hervé Revelli        | Saint-Étienne       |
| 21  | 4      |  | Salif Keïta          | Saint-Étienne       |
| 21  |        |  | Joseph Yegba Maya    | Olympique Marsiglia |
| 18  | 2      |  | Philippe Levavasseur | Sedan               |
| 15  | 2      |  | Guy Lassalette       | Sochaux             |
| 14  |        |  | Jean-Pierre Serra    | Bastia              |
| 14  |        |  | Jacky Simon          | Bordeaux            |

## Percorso dei club nelle coppe europee
| Club                | Competizione       | Risultato     | Ultimo avversario          |
| ------------------- | ------------------ | ------------- | -------------------------- |
| Saint-Étienne       | Coppa dei Campioni | Primo turno   | Celtic (2-0; 0-4)          |
| Bordeaux            | Coppa delle Coppe  | Primo turno   | Colonia (2-1; 0-3)         |
| Olympique Lione     | Coppa delle Fiere  | Secondo turno | Vitoria Setubal (0-5; 1-2) |
| Nizza               | Coppa delle Fiere  | Primo turno   | Hansa Rostock (0-3; 2-1)   |
| Olympique Marsiglia | Coppa delle Fiere  | Primo turno   | Göztepe (0-2; 2-0)         |
| Metz                | Coppa delle Fiere  | Primo turno   | Amburgo (1-4; 2-3)         |